# Poškozený
Poškozený je v českém právním systému ten, komu byla způsobena majetková nebo i nemajetková újma. Postavení poškozeného a jeho práva se v různých soudních či jiných řízeních liší, proto je obecná definice platná pro všechna právní odvětví problematicky definovatelná. 

## Postavení v civilním procesu
Na náhradu újmy má poškozený nárok tehdy, byla-li škoda způsobena protiprávním jednáním (deliktem) druhého a jestliže ji, tento delikt a příčinnou souvislost mezi nimi v případném soudním řízení prokáže. V určitých případech tzv. objektivní odpovědnosti se neposuzuje zavinění škůdce, např. došlo-li ke škodě porušením smlouvy, provozem vozidla, v případě ztráty věci odložené v restauraci apod. V těchto případech je naopak na škůdci, aby se odpovědnosti zprostil naplněním tzv. liberačních důvodů stanovených zákonem. Objektivní je rovněž odpovědnost státu za škodu způsobenou nezákonným rozhodnutím nebo nesprávným úředním postupem (podle zákona č. 82/1998 Sb.).

## Postavení v trestním řízení

### Pojem poškozeného
Poškozený se v trestním řízení odlišuje od pojmu oběť trestného činu. Tou je fyzická osoba, které v důsledku trestného činu vznikla újma na zdraví, majetková nebo nemajetková újma nebo na jejíž úkor se pachatel trestným činem obohatil. Dále také osoba pozůstalá po oběti, která v důsledku trestného činu zemřela a jíž byl poškozený povinen vyživovat. Poškozeným v trestním řízení je ten, komu bylo trestným činem:
- ublíženo na zdraví
- způsobena majetková újma (škoda)
- způsobena morální či jiná nemajetková újma

Přičemž ale:
- za poškozeného se nepovažuje ten, kdo se sice cítí být trestným činem morálně nebo jinak poškozen, avšak vzniklá újma není způsobena zaviněním pachatele nebo její vznik není v příčinné souvislosti s trestným činem. Toto omezení platí pro všechna stádia trestního řízení.
- pro účely narovnání není poškozeným ten, na koho jen přešel nárok na náhradu škody (vylučuje se tedy právní nástupce poškozeného).
- poškozeným mohou být jen fyzické a právnické osoby a svědek. Naopak nemůže jím být spoluobviněný, znalec či zúčastněná osoba (v daném trestním řízení).

Poškození se proto dělí na ty, kteří mohou žádat náhradu škody a na ty, kteří takové oprávnění nemají. Poškozený, který může žádat náhradu škody (splňuje výše uvedené podmínky) má právo podat návrh, aby soud uložil obžalovanému v odsuzujícím rozsudku povinnost nahradit škodu. Pokud tedy tohoto práva využije stává se poškozený subjektem tzv. adhezního řízení (je součástí trestního řízení). Návrh musí poškozený podat nejpozději v hlavním líčení a to před začátkem dokazování. To znamená, že jej může uplatnit i v přípravném řízení.
Je-li počet poškozených mimořádně vysoký, rozhodne soud, že mohou svá práva uplatňovat pouze prostřednictvím společného zmocněnce, kterého si zvolí. Jestliže by celkový počet zvolených zmocněnců vzrostl na více než šest a poškození se mezi sebou o výběru nedohodnou, provede výběr s přihlédnutím k zájmům poškozených soud.

### Některá práva poškozeného
Poškozený je procesní stranou, ať už má či nemá právo být subjektem adhezního řízení (právo žádat náhradu škody), má tak právo:
- právo nahlížet do spisů, činit návrhy na doplnění dokazování, účastnit se hlavního líčení a veřejného zasedání a pronést závěrečnou řeč
- právo na informace o pobytu obviněného či obžalovaného

Pokud je k tomu oprávněn, tak má právo být subjektem adhezního řízení (žádat náhradu újmy) a tehdy má právo:
- na bezplatné zastoupení či zastoupení za sníženou odměnu, pokud to odůvodňují jeho majetkové poměry
- má také možnost podat stížnost proti usnesení o zastavení trestního stíhání a usnesení o postoupení věci jinému orgánu

## Postavení v přestupkovém řízení
V přestupkovém řízení je poškozeným pouze tehdy, pokud uplatnil nárok na náhradu škody, a účastníkem řízení o jiném správním deliktu poškozený podle stávající praxe není nikdy. Připravovaný zákon o přestupcích a jiných správních deliktech tuto nejednotnou úpravu mění a postavení účastníka řízení přiznává poškozenému ve všech případech.